# Pè a Corsica
Pè a Corsica è stata una coalizione politica francese di ideologia nazionalista corsa che si impegnava nell'ottenimento di maggior autonomia, sul piano politico ed amministrativo, per la Corsica, il raggiungimento della coufficialità della lingua corsa, e il riconoscimento dello statuto di residenza corsa.
La coalizione, capeggiata dall'autonomista Gilles Simeoni, risultava essere l'unione dei due principali partiti politici regionalisti corsi che hanno vinto le elezioni regionali in Francia del 2015: l'autonomista Femu a Corsica (retto da Simeoni) e l'indipendentista Corsica Libera (guidato da Jean-Guy Talamoni), che hanno riportato al primo turno rispettivamente il 17,62% e il 7,73% dei voti.
Si consolida la maggioranza raggiunta dalla coalizione anche alle elezioni territoriali del 2017, in cui confermano la propria posizione nell'agone politico isolano, ottenendo 3 seggi (Paul-André Colombani in Corsica del Sud, Michel Castellani e Jean-Félix Acquaviva in Alta Corsica). Tuttavia, l'alleanza è stata sciolta in vista delle elezioni territoriali del 2021.

## Risultati elettorali
Alle elezioni regionali in Francia del 2015 la coalizione Pè a Corsica raggiunge il 35,34% dei voti, assicurandosi 24 dei 51 seggi all'assemblea della Corsica conquistando per la prima volta nella sua storia la guida della Collettività Territoriale di Corsica (CTC). Il leader autonomista Gilles Simeoni viene nominato presidente del Consiglio esecutivo della Corsica (giunta regionale) mentre quello indipendentista Jean-Guy Talamoni viene messo a presiedere l'Assemblea della Corsica (consiglio regionale).Grazie ai risultati ottenuti, la coalizione Pè a Corsica ottiene anche 3 dei 4 seggi, spettanti alla Corsica, all'Assemblea nazionale francese.
La coalizione raggiunge un ulteriore notevole risultato alle elezioni territoriali del 2017. Dopo aver superato il primo turno con il 45,36% delle preferenze si è confermata la lista vincitrice anche al secondo turno raggiungendo lo storico risultato di 56,5% di voti Il tasso di astensione è stato però del 47,5 per cento.